# Félix Chappottín
Félix Chappottín (La Habana, 31 de marzo de 1907 - La Habana, 21 de diciembre de 1983) fue un trompetista y director de orquesta, especializado en música popular como son cubano y guaracha.

## Biografía
Se inicia en 1918 como músico de la banda infantil de Guanajay, donde tocó la caja, la tuba, el bombardino, el cornetín y la trompeta. En 1927 ingresa al Sexteto/Septeto Habanero y después al grupo Munamar. Posteriormente se integra al Conjunto de Arsenio Rodríguez, agrupación que en 1949 pasa a su tutela, luego de que 'el ciego maravilloso' Arsenio marchara hacia Nueva York. En 1950 completa el Conjunto Todos Estrellas  con Luis Martínez Griñan “Lilí”, en el piano; Pepín Vaillant, Aquilino Valdés y Cecilio Serviz, en las trompetas, Sabino Peñalver en el contrabajo, Félix Alfonso “Chocolate”, en la tumbadora; Antolín Suárez “Papa – kila”, en el Bongó;  Ramón  Cisneros “Liviano” en el tres.
Su travesía por la escena cubana engrandeció más al son. Algunas composiciones suyas son: “El que no tiene no vale”, “Nicolás corrió”, “Oye como dice”, “Mentiras criollas”,”Nunca intentes volver”, “La chica tiene imán”, “Mariquita y Chicharrones” y “Yo sí como candela”.